# Harpactirella
Harpactirella is een geslacht van spinnen uit de familie vogelspinnen (Theraphosidae). Er zijn 12 soorten die endemisch zijn in Zuid-Afrika, alleen Harpactirella insidiosa komt voor in Marokko.

## Soorten
De volgende soorten zijn bij het geslacht ingedeeld:
- Harpactirella domicola Purcell, 1903
- Harpactirella helenae Purcell, 1903
- Harpactirella insidiosa (Denis, 1960)
- Harpactirella karrooica Purcell, 1902
- Harpactirella lapidaria Purcell, 1908
- Harpactirella lightfooti Purcell, 1902
- Harpactirella longipes Purcell, 1902
- Harpactirella magna Purcell, 1903
- Harpactirella overdijki Gallon, 2010
- Harpactirella schwarzi Purcell, 1904
- Harpactirella spinosa Purcell, 1908
- Harpactirella treleaveni Purcell, 1902